# Sockertall

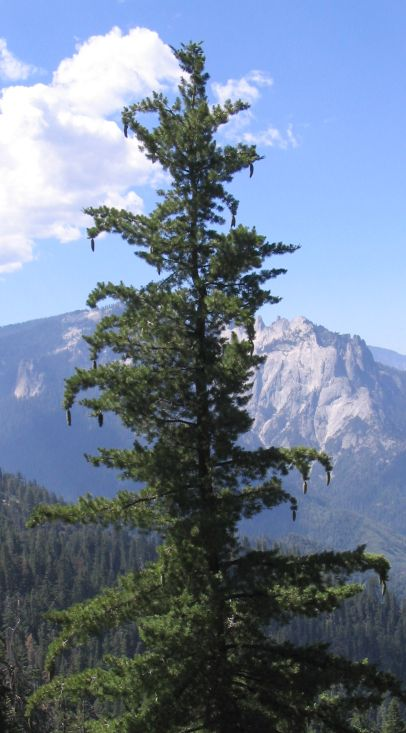
Sockertallen har långa, raka grenar som tyngs ned i topparna av dess kottar.

Sockertall (Pinus lambertiana) är ett barrträd i släktet tallar. Sockertallen är den massivaste och mest högväxta tallen (i tallsläktet), och har de längsta kottarna av alla barrväxter.
Trädets naturliga utbredningsområde är bergen vid Nordamerikas stillahavskust, och sträcker sig från Oregon, genom Kalifornien i USA till Baja California i Mexiko.
Arten växer i kulliga regioner och i bergstrakter mellan 600 och 3200 meter över havet. Den hittas i barrskogar tillsammans med andra stora träd som mammutträd, andra arter av tallsläktet, praktgran och kaskadgran samt cedertuja. Undervegetationen utgörs av buskar och gräsytor. På flera träd förekommer varglav.
Några exemplar drabbas av svampen Cronartium ribicola. Hela populationen anses vara stor. IUCN listar arten som livskraftig (LC).